# Cristianismo ariano
O “Cristianismo ariano” (“desjudaização”, “arianização” do Cristianismo) é um conceito racista e anti-semita segundo o qual o Cristianismo é de origem e essência “Ariana” e deve ser purificado da herança do Judaísmo. Central é a ideia do “Jesus Ariano” de que Jesus Cristo era um “Ariano” em origem ou espírito. O conceito foi criado no século XIX pelos autores de teorias raciais pseudocientíficas e se difundiu nos séculos XX-XXI no âmbito do Nacional-Socialismo, do neonazismo e do neopaganismo.
O mito ariano contrasta a “raça superior ariana” (“arianos”) com a “raça semítica” representada principalmente pelos judeus (da qual se originou o termo anti-semitismo). Ao mesmo tempo, qualidades puramente negativas são atribuídas à “raça semítica”, tornando-a o oposto direto da “raça ariana”. Os defensores desta ideologia enfrentaram a questão da atitude em relação ao Cristianismo como uma religião intimamente relacionada com o Judaísmo. Alguns deles rejeitaram o Cristianismo e se voltaram para o neopaganismo, outros procuraram limpar o Cristianismo de quaisquer vestígios de Judaísmo e retornar ao "Cristianismo ariano" "original". Os defensores moderados da ideia “ariana” aceitaram a ética cristã, considerando-a “ariana”, enquanto os radicais viam nela uma herança judaica, uma vez que o “princípio heroico ariano” não estava de forma alguma combinado com ela.
O mito ariano estava intimamente ligado ao anti-semitismo europeu tradicional, enriquecendo-o com uma nova ideologia racista. No entanto, no decurso do seu desenvolvimento, rompeu com a tradição do antissemitismo cristão e adotou um caráter anticristão, que é essencialmente o que tanto o neopaganismo “ariano” como o próprio “Cristianismo ariano” têm.